# Marbotte
Marbotte est une commune associée du département de la Meuse, en région Grand Est.

## Toponymie
D'apres Ernest Nègre, Marbotte provient du nom de personne germanique Marbodus.
Anciennes mentions : Marbodus (Xe siècle) ; Marbottes (1223) ; Marboites (1269) ; Marbotes (1282) ; Commenda de Marbot (1642) ; Marbot (1700 et 1745) ; Marbodi-Fons (1745) ; Marbote (1749) ; Marboda (1756).

## Histoire
Avant 1790, le village de Marbotte dépendait du Barrois non mouvant, dans le comté et l'office d'Apremont. Sur le plan spirituel, il dépendait du diocèse de Verdun : archidiaconé de la Rivière, doyenné d'Hattonchâtel et paroisse de Saint-Agnant.
Durant la Première Guerre mondiale, le village, situé dans la zone des combats du Bois d'Ailly et de la forêt d'Apremont d'octobre 1914 à mars 1915, fut bombardé par les allemands. Totalement évacué de ses habitants, le village est entièrement dévasté à l'exception de l'église Saint-Gérard, construite en 1781, qui reste seule debout. Le village, en ruine, est visité par le président Raymond Poincaré le 7 juin 1915. 
Le 1er janvier 1973, la commune de Marbotte est rattachée à celle d'Apremont-la-Forêt sous le régime de la fusion-association.

### Les Bénédictins, les Templiers et les Hospitaliers
Marbotte avait une maison de l'ordre de Saint-Jean de Jérusalem, dite la Commanderie. En 1259, Gobert d'Apremont promet de garantir à la maison du Temple de Marbotte le don qu'il lui a fait, ainsi que Morsire, sa femme, de ce qu'ils avaient au ravois d'Apremont et en la grange de Saint-Aubin. Le temple de Marbode était primitivement un prieuré de bénédictins. Après la suppression de l'ordre du Temple, il fut donné aux Hospitaliers de l'ordre de Saint-Jean de Jérusalem, auxquels il appartint jusqu'à la Révolution

## Politique et administration
| Période                                  | Période | Identité       | Étiquette | Qualité |
| ---------------------------------------- | ------- | -------------- | --------- | ------- |
| 2014                                     | 2020    | Jérôme Pierret |           |         |
| Les données manquantes sont à compléter. |         |                |           |         |

## Démographie
| 1806 | 1821 | 1831 | 1836 | 1841 | 1846 | 1851 | 1856 | 1861 |
| ---- | ---- | ---- | ---- | ---- | ---- | ---- | ---- | ---- |
| 143  | 148  | 143  | 139  | 156  | 158  | 158  | 163  | 169  |

| 1866 | 1872 | 1876 | 1881 | 1886 | 1891 | 1896 | 1901 | 1906 |
| ---- | ---- | ---- | ---- | ---- | ---- | ---- | ---- | ---- |
| 172  | 172  | 159  | 161  | 141  | 120  | 117  | 115  | 91   |

| 1911 | 1921 | 1926 | 1931 | 1936 | 1946 | 1954 | 1962 | 1968 |
| ---- | ---- | ---- | ---- | ---- | ---- | ---- | ---- | ---- |
| 110  | 32   | 103  | 85   | 64   | 62   | 51   | 48   | 42   |

## Lieux et monuments

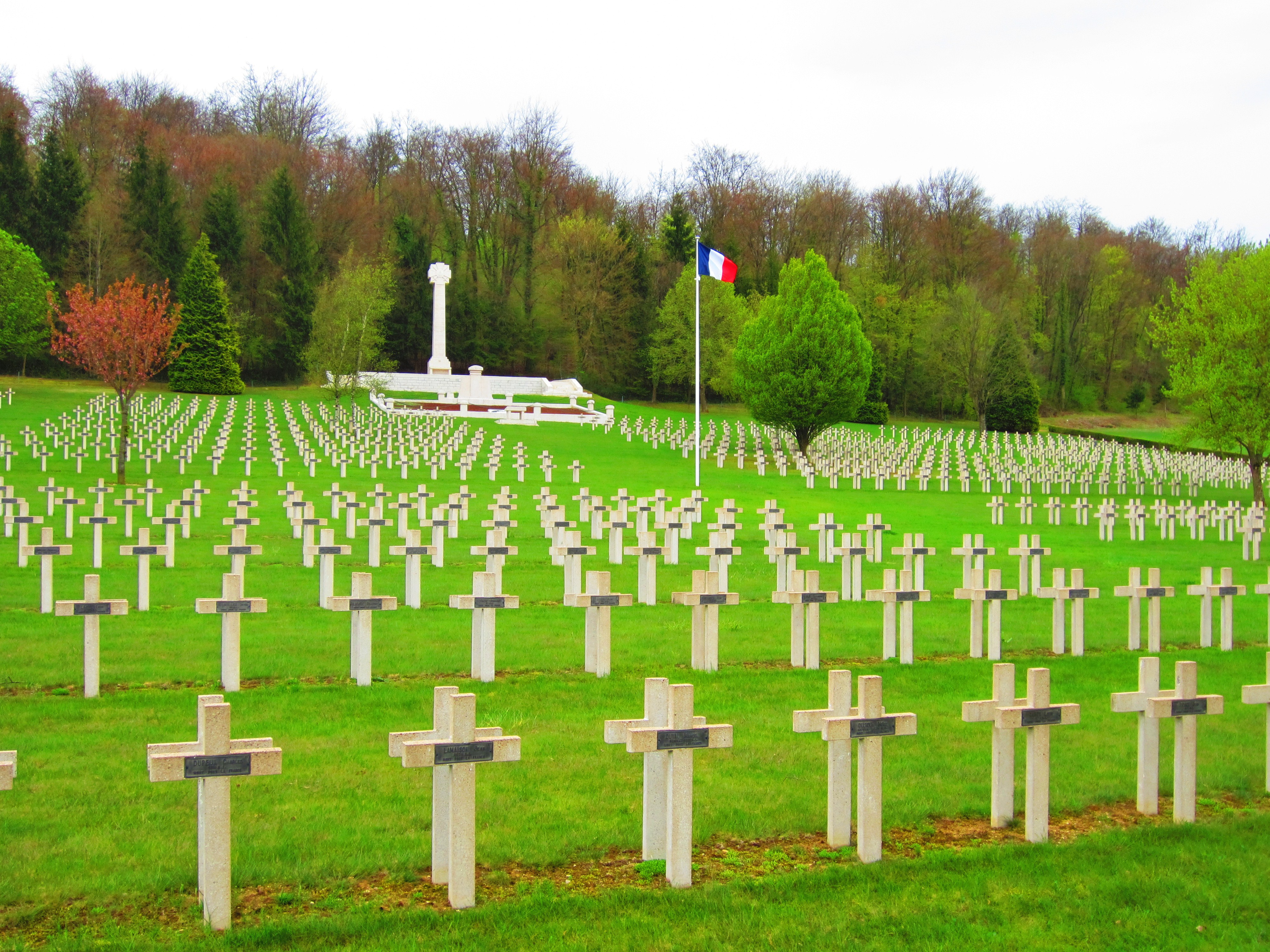

- Église Saint-Gérard construite à partir du 23 août 1781. Préservée durant la Première Guerre mondiale elle a servi à recueillir les corps des soldats tombés au front. Ce lieu de mémoire renferme des vitraux commémoratif sur les combats de 1914-1918[8].
- Commanderie de Marbotte[9], ancienne commanderie des Templiers, puis des Hospitaliers de Marbotte,  Inscrit MH (1994)[10] avec chapelle du début du XIIIe siècle, bâtiments conventuels de la fin du XVe siècle-début XVIe siècle, ferme et clôture des XVIIe siècle et XVIIIe siècle - (privé).
- Nécropole